# Tasenia
Tasenia és un gènere d'arnes de la família Crambidae. Conté només una espècie, Tasenia nigromaculalis, que es troba a Java.